# Кателарис, Фанос
Фанос Кателарис (греч. Φάνος Κατελάρης; 26 августа 1996, Никосия, Кипр) — кипрский футболист, полузащитник клуба «Остенде» и сборной Кипра.

## Биография

### Клубная карьера
Воспитанник клуба «Омония» (Никосия). На профессиональном уровне дебютировал в сезоне 2013/14, находясь в аренде в клубе «Алки», за который сыграл 9 матчей в чемпионате Кипра. Сезон 2014/15 также провёл в аренде, в клубе второго дивизиона «Олимпиакос» (Никосия). С 2015 года находится в расположении «Омонии», однако за первый сезон провёл лишь один матч в кубке и не выходил на поле в матчах чемпионата. Начиная с сезона 2016/17 стал одним из основных игроков в клубе.

### Карьера в сборной
Дебютировал за сборную Кипра 22 марта 2017 года, отыграв весь матч против сборной Казахстана (3:1) и стал автором победного гола на 63-й минуте.